# Cheilosia julietta
Cheilosia julietta är en tvåvingeart som först beskrevs av Shannon 1922.  Cheilosia julietta ingår i släktet örtblomflugor, och familjen blomflugor.
Artens utbredningsområde är Idaho. Inga underarter finns listade i Catalogue of Life.